# Bożepole Wielkie
Bożepole Wielkie is een plaats in het Poolse district  Wejherowski, woiwodschap Pommeren. De plaats maakt deel uit van de gemeente Łęczyce en telt 2089 inwoners.

## Verkeer en vervoer
- Station Bożepole Wielkie